# Arthur Augusto de Matos Soares
Arthur Augusto de Matos Soares (Belo Horizonte, 17 maart 2003) is een Braziliaans voetballer die bij voorkeur als rechtsback speelt. Hij tekende in 2023 voor Bayer Leverkusen. Arthur debuteerde in 2023 voor Brazilië.

## Clubcarrière
In mei 2022 debuteerde Arthur voor América FC in de Braziliaanse Série A. Op 3 april 2023 tekende hij een vijfjarig contract bij Bayer Leverkusen, dat zeven miljoen euro betaalde.

## Interlandcarrière
Arthur debuteerde op 25 maart 2023 voor Brazilië in een oefeninterland tegen Marokko.